# Kassina mertensi
Kassina mertensi es una especie de anfibios de la familia Hyperoliidae.
Es endémica de República Democrática del Congo.
Su hábitat natural incluye bosques tropicales o subtropicales secos y a baja altitud, pantanos, lagos intermitentes de agua dulce, marismas de agua dulce, corrientes intermitentes de agua dulce y zonas previamente boscosas ahora degradadas.